# Да Силва и Соза, Руй Педру
Руй Педру да Силва и Соза (порт. Rui Pedro da Silva e Sousa; родился 20 марта 1998) — португальский футболист, нападающий турецкого клуба «Хатайспор».

## Клубная карьера
Профессиональный дебют Руя Педру состоялся 24 января 2015 года в матче резервной команды «Порту» в рамках Второй лиги Португалии против «Оливейренсе».
3 декабря 2016 года Руй Педру дебютировал в составе «Порту» в матче против «Браги». Он вышел на замену Оливеру Торресу на 75-й минуте, а на 5-й минуте добавленного времени забил победный мяч в ворота «Браги».

## Карьера в сборной
Выступал за сборные Португалии по футболу до 15, до 16, до 17, до 18, до 19 и до 20 лет.